# Avrilly, Allier

Avrilly este o comună în departamentul Allier din centrul Franței. În 1 ianuarie 2022 avea o populație de 137 de locuitori.